# Le Désert de Bièvres
Le Désert de Bièvres est le cinquième tome de la Chronique des Pasquier de Georges Duhamel, publié en 1937 au Mercure de France.

## Résumé
En janvier 1907, Justin Weill décide — avec l'aide de son ami d'enfance Laurent Pasquier, qui met entre parenthèses ses études de médecine, Jean-Paul Sénac un jeune poète talentueux, Armand Larseneur un musicien, Bernard Jusserand un philosophe, Testevel un correcteur de journaux, Raoul Brénugat un peintre — de fonder une communauté d'intellectuels qui travailleraient à mi-temps dans l'imprimerie (avec l'aide technique du dévoué Jules Picquenart, un maître imprimeur) pour le bien de tous et pour apporter les ressources nécessaires à la vie du groupe, puis vaqueraient librement à leurs spécialités et œuvres créatrices. Le groupe, avec l'aide d'un mécène, le marquis de Fonfreyde, qui veut éditer ses livres, loue à partir de février une vaste maison à Bièvres dans le sud de Paris et nomme la communauté « Le Désert ». Petit à petit, les tensions apparaissent entre les jeunes gens et les rêves de fraternité et d'humanisme s'évanouissent au fil des mois qui passent. Le travail de l'imprimerie se met difficilement en place, les problèmes techniques et d'argent abondent. La communauté s'échauffe entre les clans naissants et l'individualité reprend le dessus avec le poids des conditions matérielles notamment sous l'influence néfaste de Sénac. Un à un les membres du Désert quittent le projet, au grand désespoir de Justin Weill qui tient les rênes de la communauté et voit son rêve s'effondrer. Laurent, son ami fidèle est là jusqu'au dernier jour de novembre 1907 où le Désert est définitivement fermé.

## Analyse
Ce volume de la Chronique des Pasquier est directement inspiré, bien qu'il s'en soit défendu[réf. nécessaire], de l'expérience que Georges Duhamel et Charles Vildrac menèrent ensemble entre 1906 et 1908. Ils fondèrent en effet « l’Abbaye de Créteil » ou groupe de l'Abbaye qui était un phalanstère d’artistes regroupant poètes, écrivains, musiciens et peintres. L'expérience tourna court sous l'effet de tensions internes au groupe et de problèmes d'argent de manière assez similaire à celle relatée dans Le Désert de Bièvres.
Journal littéraire de Paul Léautaud au douze février 1937 : « Comme je lui dis qu’on dit partout que c’est l’histoire de Créteil, il me dit : “Si on veut. Mais ce sont de tout autres individus.” Il m’explique que si je suis, moi, un mémorialiste, il est, lui, un inventeur, qu’il part de faits vrais pour inventer. »

## Éditions
- Mercure de France, 1937.
- Éditions Omnibus, 1999  (ISBN 2258051436) et 2007  (ISBN 978-2-258-05143-0).